# Ministerio de Comercio Exterior (Costa Rica)
El Ministerio de Comercio Exterior de Costa Rica (Comex) es el ministerio del gobierno de Costa Rica encargado de definir y dirigir la política comercial externa y de inversión extranjera de Costa Rica, incluso la relacionada con América Central, además de ejercer la administración internacional no contenciosa y la representación del Estado costarricense en el exterior en asuntos comerciales y de inversión. Su actual titular es Manuel Tovar Rivera.

## Historia
Después de varios años en los que el sector del comercio exterior y las exportaciones se encontraba adscrito a la Presidencia de la República mediante el llamado programa de Exportaciones e Inversiones (IMEX), y el cual se encontraba dirigido por un coordinador general con rango de Ministro, el 25 de abril de 1986 durante la administración de Óscar Arias Sánchez, y mediante la Ley n.° 7040 de Presupuesto Extraordinario, se crea el Ministerio de Comercio Exterior de Costa Rica y se le asignan por primera vez fondos públicos para financiar el funcionamiento del Ministerio.
Posteriormente, mediante la Ley n.° 7055 de Presupuesto Extraordinario, del 11 de diciembre de 1986, se establece al Ministerio de Comercio Exterior como el ente rector del sector del comercio exterior, encomendándosele en ese entonces "la formulación, planificación y la dirección de las políticas de comercio exterior, de inversiones y de cooperación económica externa en materia de comercio exterior".
El 13 de noviembre de 1996, mediante la Ley n.° 7638 de Creación del Ministerio de Comercio Exterior, se afirman las delimitaciones del Ministerio como órgano del Poder Ejecutivo, y se crea la Promotora de Comercio Exterior de Costa Rica (PROCOMER), órgano dependiente del Ministerio, uniendo varios entes como el Centro para la Promoción de las Exportaciones y de las Inversiones (CEMPRO), el Consejo Nacional de Inversiones y la Corporación de Zonas Francas.
Desde la creación del Ministerio, este representa oficialmente al Estado costarricense ante la Organización Mundial del Comercio (OMC).

## Funciones
El Ministerio de Comercio Exterior de Costa Rica tiene, entre algunas de sus funciones, las siguientes:
- Definir y dirigir, la política comercial externa y de inversión extranjera incluso la relacionada con Centroamérica.
- Dirigir las negociaciones comerciales y de inversión, bilaterales y multilaterales, incluido lo relacionado con Centroamérica, y suscribir tratados y convenios sobre esas materias.
- Participar, con el Ministerio de Economía, Industria y Comercio, el de Agricultura y Ganadería y el de Hacienda, en la definición de la política arancelaria.
- Representar al país en la Organización Mundial del Comercio y en los demás foros comerciales internacionales donde se discutan tratados, convenios y, en general, temas de comercio e inversión.
- Establecer mecanismos reguladores de exportaciones, cuando sea necesario por restricciones al ingreso de bienes costarricenses a otros países. En estas circunstancias, las regulaciones deberán ser motivadas, claras, equitativas y no discriminatorias
- Determinar, en consulta con el ministro de Relaciones Exteriores y Culto y los Ministros rectores de la producción nacional, las represalias comerciales que se deriven de los acuerdos internacionales suscritos por Costa Rica, que serán ejecutadas en el país por los organismos competentes, según los procedimientos de ley y la materia en cuestión.
- Dictar las políticas referentes a exportaciones e inversiones.
- Otorgar el régimen de zonas francas, los contratos de exportación y el régimen de admisión temporal o perfeccionamiento activo y, cuando corresponda, revocarlos; según lo dispuesto en esta y en otras leyes o reglamentos aplicables.
- Dirigir y coordinar planes, estrategias y programas oficiales vinculados con exportaciones e inversiones.

## Estructura
El Ministerio de Comercio Exterior de Costa Rica se estructura en los siguientes órganos y dependencias:
- La Dirección de Negociaciones Comerciales.
- La Dirección sobre la Delegación Permanente ante la OMC.
- La Dirección Administrativa Financiera.
  - Departamento de Recursos Humanos
  - Departamento Financiero
  - Departamento de Proveeduría

Además cuenta con un órgano dependiente:
- La Promotora de Comercio Exterior (PROCOMER).